# Починок (населённый пункт)

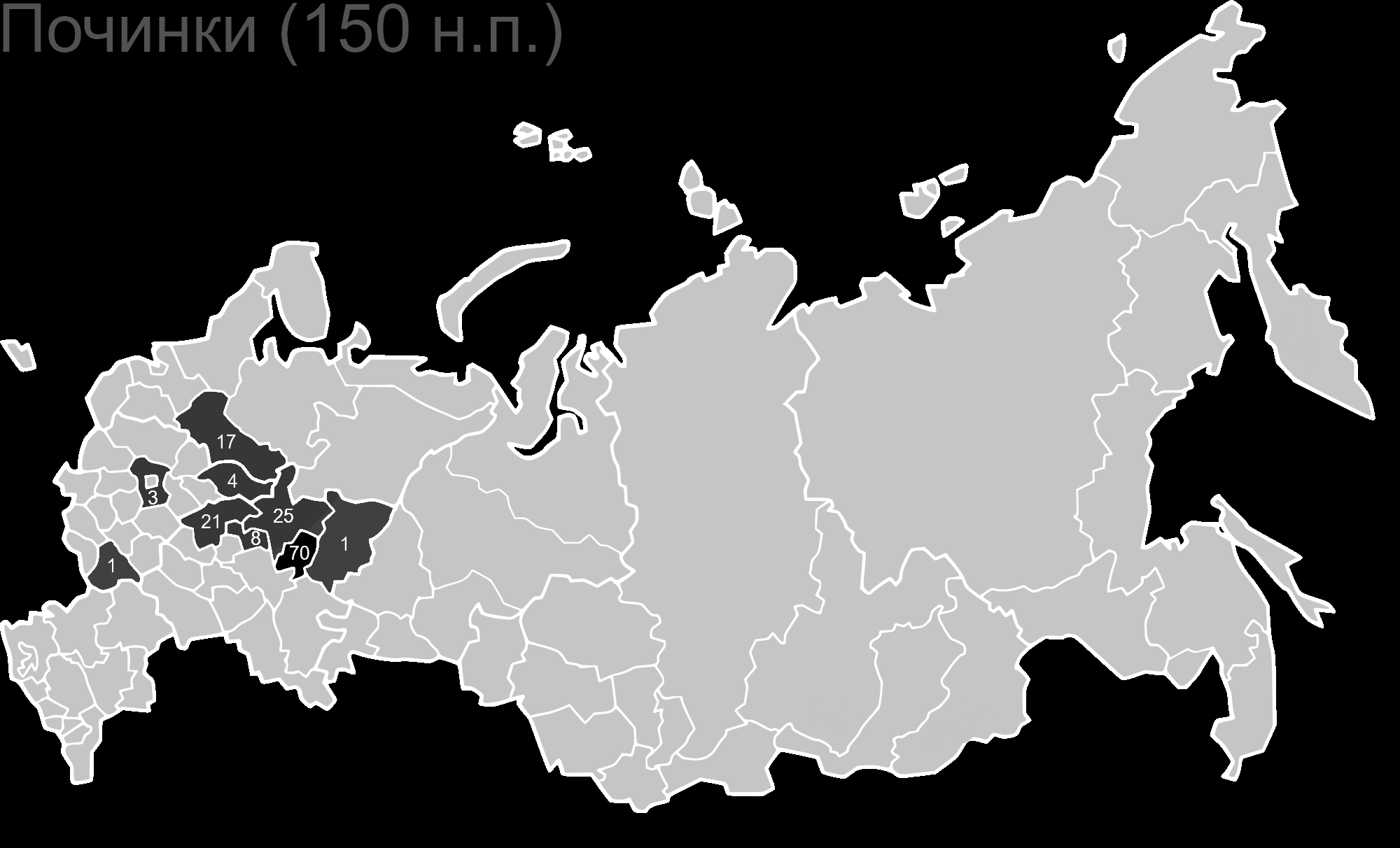
Количество починков в России по её субъектам.

Почи́нок (от др.-рус. почати «начать») — тип населённого пункта в Российской Федерации — России.

## История
Термином починок (от слова «почи́н» — начало, начинание) в России до XX века обозначались вновь возникающие сельские поселения. Самое раннее упоминание данного термина встречается в духовной грамоте Дмитрия Донского (70-е годы XIV века).
По словам М. Н. Тихомирова, «в отличие от названий сёл, которые обычно восходят или к имени владельца села, или к наименованию церкви, в нём находящейся, или к какому-либо иному признаку, починки и деревни сохранили имена своих первоначальных основателей. От них ведут своё начало бесчисленные Ивановки, Касьяновки, Васильевки и т. д.».
Нередко починок, даже будучи выселком из деревни размером в один двор (нередко обустраиваемым на месте расчистки либо выжига в лесу, где начиналась, иначе починалась, новая пашня), разрастался в многодворное поселение и становился полноценной самостоятельной деревней. По окончании льготного срока для переселенцев, осваивавших монастырские вотчины, основанные ими починки приобретали статус деревень. Впоследствии слово «починок» закрепилось за многими такими населёнными пунктами уже в качестве топонима, а также в качестве фамилий, берущих начало от семей основателей поселений. Особенно распространено сельское расселение починками в лесной зоне на северо-востоке Европейской части России.
В зоне четвертного землевладения починком или поместьем называли часть селения с прирезанными землями. К примеру, деревня Отрог Белгородского уезда складывалась из 7 починков, деревня Беловская — из 8 починков, село Непхаево — из 19 починков. Такие починки обладали собственными названиями — так, в селе Соломино были починки Трунин, Огуреев, Девицынский и другие. Ещё три починка, основанных тремя братьями Филатовыми, носили общее название Филатовщина. Одна из частей деревни Осмоловой Рыльского уезда называлась Выриковым починком.